# Xenolimnobia
Xenolimnobia is een geslacht van steltmuggen (Limoniidae). Het geslacht telt één soort en komt voor in Kameroen en Nigeria.

## Soorten
- Xenolimnobia camerounensis